# Eduard Bujnowski
Eduard Iwanowicz Bujnowski ros. Эдуард Иванович Буйновский, (ur. 26 lutego 1936 w Nowoczerkasku w obwodzie rostowskim, d. ZSRR) – pułkownik-inżynier, kosmonauta radziecki.

## Edukacja
W 1951 ukończył szkołę podstawową w Moskwie. Trzy lata później (1954) został absolwentem 2 Moskiewskiej Szkoły Przygotowawczej Artylerzystów. Dalsze wykształcenie w tym kierunku zdobył na Wyższej Szkole Inżynierskiej Artylerii w Rostowie (1958). W latach 1958– 1962 służył w wojskach rakietowych m.in. na poligonach w Tiura-Tam (Bajkonur) oraz Plesieck przy próbach z rakietą MBR R-7 (МБР Р-7). W 1962 rozpoczął starania w celu dostania się do formowanej kolejnej grupy kosmonautów. Przeszedł badania w Centralnym Wojskowym Naukowo-Badawczym Szpitalu Lotnictwa (ЦВНИАГ) i w końcu 1962 otrzymał skierowanie do Centralnej Lotniczej Komisji Lekarskiej (ЦВЛК), gdzie pomyślnie przeszedł kolejne kwalifikacje.

## Kariera kosmonauty
10 stycznia 1963 został członkiem drugiej grupy kosmonautów radzieckich. Ogólne przygotowania przechodził do grudnia 1964. Zostały one przerwane 11 grudnia 1964 decyzją komisji lekarskiej. Bujnowskiemu podczas ćwiczeń przeciążeniowych na wirówce tętno podskakiwało do 160–180 uderzeń na minutę. Lekarze uznali, że jest to niedopuszczalne i wycofali go z dalszego szkolenia. Z polecenia Siergieja Korolowa Bujnowski został włączony do grupy cywilnych specjalistów, którzy kandydowali do lotu w kosmos jako przedstawiciele przemysłu. Po badaniach w Instytucie Problemów Medyczno–Biologicznych (ИМБП) jego kandydatura została jednak ostatecznie odrzucona.
Po opuszczeniu oddziałów kosmonautów w latach 1965–1970 był przedstawicielem sił zbrojnych przy 944 Instytucie Naukowo-Badawczym Dowództwa Wojsk Rakietowych. Od 1970 służył w strukturach Ministerstwa Obrony ZSRR.
19 listopada 1973 uzyskał stopień kandydata nauk technicznych.
W 1987 został naczelnikiem wydziału zamówień ds. rakietowo-kosmicznego kompleksu wielokrotnego użycia „Energia” – „Buran” w dowództwie środków kosmicznych Ministerstwa Obrony ZSRR.
7 lipca 1989 z uwagi na osiągnięty wiek został zwolniony z armii i przeniesiony do rezerwy.
Od lipca 1989 rozpoczął pracę w Naukowo-Badawczym Centrum Informatycznym przy Ministerstwie Spraw Zagranicznych ZSRR, a po rozpadzie Związku Radzieckiego przy Ministerstwie Spraw Zagranicznych Federacji Rosji.

## Odznaczenia
Odznaczony Orderem „Znak Honoru” (1978) oraz Orderem Przyjaźni Narodów(1988) i innymi okolicznościowymi medalami.

## Publikacje
Napisał dwie książki „Dopuszczenie do kosmosu” („Приобщение к космосу”) oraz „Jak chciałem zostać bohaterem” („Как я хотел стать героем”). Publikował także w periodykach „Wojenna myśl” oraz „Awiacja i kosmonawtika”.